# Тадеуш Ольша
Тадеуш Ольша (пол. Tadeusz Olsza, справжнє прізвище Бломберг; 3 грудня 1895 — 1 червня 1975) — польський актор театру, кіно, кабаре, радіо та телебачення, співак, танцюрист.

## Біографія
Народився у Варшаві. У 1915—1917 роках навчався співів у Варшавській музичній консерваторії. Дебютував у кіно в 1918 році в епізоді в німецькому фільмі «Мати скорботна». У 1921 році склав іспити екстерном та отримав акторський диплом. Потім виступав у варшавських театрах ревю та кабаре. У часи Другої світової війни мобілізований до армії, емігрував разом із польською армією до Румунії, Франції та Шотландії. У Польщу повернувся у 1946 році, а потім виступав у театрах у Кракові та Варшаві, також на радіо та телебаченні, грав ролі у «Кабаре джентльменів у віці».
У 1972 році поїхав до Лондона, де жила його дружина. Помер у Лондоні.

## Фільмографія
- 1927 — Посмішка долі